# 후쿠시마 민보
후쿠시마 민보(福島民報)는 후쿠시마현에서 발행되는 현급 지방 신문이다. 마이니치 신문과 협력 관계에 있다. 1882년부터 자유민주당의 전신인 자유당의 기관지였다가 1915년에 지역신문으로 재창간되었다.
교도 통신, 시사 통신사 모두에 가맹. 1면과 사회면 톱 기사는 모두 통신사 배달 기사에 의지하지 않고 자사 기사의 게재 율이 다른 현의 종이보다 높은 것이 특징. 지방판은 매일 17개 지면이 지역에 밀착 한지면 제작을 특징으로 하고 있다.